# Johann Anton Knebel von Katzenelnbogen
Johann Anton Knebel von Katzenelnbogen (né le 19 octobre 1646 à Mayence, mort le 27 avril 1725 à Eichstätt) est prince-évêque d'Eichstätt de 1705 à sa mort.

## Biographie
Il vient de la famille noble du Rhin moyen Knebel von Katzenelnbogen (de), qui en 1710, sous l'épiscopat de Johann Anton, est élevé au statut de baron du Saint-Empire. Son père était Johann Philipp Knebel von Katzenelnbogen (né le 5 novembre 1588, mort vers 1659), sa mère Anna Maria Sidonia von Graerodt (née vers 1615, morte le 21 septembre 1697).
Johann Anton étudie la théologie à Mayence et de 1663 à 1667 au Germanicum de Rome. En 1668, il séjourne à Bourges pour poursuivre ses études de droit.
En 1663, il est d'abord chanoine de l'église Saint-Burchard de Wurtzbourg (de) (démission en 1685). Alors que Marquard Schenk von Castell, il est accepté dans le chapitre de la cathédrale d'Eichstätt le 21 juin 1667 et en 1672, il est nommé capitulaire. Marquard et son successeur Johann Euchar Schenk von Castell lui confient à plusieurs reprises des missions politiques ; Johann Anton est se rend plusieurs fois à la cour de l'empereur et participe au Cercle de Franconie. En 1682, il devient également chanoine à Augsbourg (démission en faveur de son neveu en 1712), où il occupe également un poste de conseiller. En 1688, il devient doyen de la cathédrale d'Eichstätt. En 1690, il démissionne de ses fonctions parce qu'il ne veut pas accepter l'obligation de la prêtrise. En 1699, il reçoit la dignité de chantre des mains de l'évêque d'Eichstatt Johann Martin von Eyb et est nommé au Geheimer Rat.
Lorsque le prévôt de la cathédrale Ferdinand von Leyen, élu par le chapitre de la cathédrale d'Eichstätt après la mort le 6 décembre 1704 de Johann Martin von Eyb, refuse d'accepter l'élection, Johann Anton est élu le 9 février 1705. Il est ordonné prêtre le 1er juin 1705 et évêque le 23 mai 1706. Lui, qui avait déjà acheté des objets de luxe, des œuvres d'art et des curiosités à l'étranger en tant que chanoine, poursuivra sa vie luxueuse en tant qu'évêque, mais donne à son vicaire général les mains libres dans les affaires spirituelles. En tant que prince, il promeut beaucoup la musique de cour et s'avère un prince absolu. Le système de corruption aboutit à une mauvaise gestion financière et conduit le chapitre de la cathédrale à déposer une plainte officielle contre lui auprès du Conseil aulique en 1718. L'évêque ajoute 500 volumes à la bibliothèque de la cour (aujourd'hui Staatliche Bibliothek, administrée par la bibliothèque universitaire d'Eichstätt-Ingolstadt (de)) en achetant l'ancienne bibliothèque du médecin munichois Johann Scheifler (mort en 1671).
Les splendides bâtiments érigés sous Johann Anton à Eichstätt sont préservés à ce jour. De 1714 à 1718, il fait construire à ses frais la façade ouest baroque tardive de la cathédrale par Gabriel de Gabrieli (de) et fait don d'une chapelle Jean Népomucène dans la crypte du chœur Willibald. L'église Saint-Pierre est redessinée par les dominicains (de) et l'église des Saints-Anges-Gardiens (de) dans un style baroque ; sur de nombreux autres bâtiments historiques, son blason rappelle que les bâtiments sont construits ou renouvelés par sa volonté. Il promeut l'éducation des filles en invitant les chanoinesses de Saint-Augustin de la congrégation Notre-Dame en 1711 et en s'assurant qu'elles aient leur couvent (de) et leur église.
En tant qu'admirateur de Marie, il introduit le rosaire dans l'église paroissiale d'Eichstätt, la Collegiata, et finance en 1720 la construction d'une chapelle Sainte-Marie (de) en bois sur le Frauenberg au-dessus d'Eichstätt, où il prie régulièrement. Il permet aux ordres mendiant de s'installer dans l'évêché : les capucins viennent à Berching et les franciscains à Spalt et Beilngries. La visite de son vicaire général doit empêcher ou arrêter les abus dans les paroisses.
L'évêque meurt dans sa résidence, le château Saint-Willibald (de), des suites d'un accident vasculaire cérébral et est enterré dans la crypte sous la chapelle Jean Népomucène. Son dernier souhait, faire don de sa fortune aux pauvres, ne peut être que partiellement réalisé, car les affiliés avaient déjà détourné la majorité.